# Чемпионат СССР по лёгкой атлетике 1981
Лично-командный чемпионат СССР по лёгкой атлетике 1981 года проходил с 16 по 19 сентября в Москве на Центральном стадионе имени В. И. Ленина. В соревнованиях принимали участие 1149 легкоатлетов. На протяжении четырёх дней было разыграно 40 комплектов медалей.

## Участники
Состав участников был одним из сильнейших за всю историю первенств:
- 9 олимпийских чемпионов
- 3 чемпиона Европы
- 61 чемпион СССР
- 1 рекордсмен мира
- 1 рекордсмен Европы
- 9 рекордсменов страны
- 15 заслуженных мастеров спорта
- 112 МСМК
- 735 MC
- 284 KMC
- 2 перворазрядника.

## Соревнования
Впервые на чемпионате СССР разыгрывались медали в беге на 10 000 метров среди женщин. В 1981 году эта дисциплина только начинала проводиться на главных легкоатлетических соревнованиях, поэтому Елена Сипатова не только стала чемпионкой страны, но и установила новый мировой рекорд — 32.17,19.
Призёр Олимпийских игр 1980 года Наталья Бочина завоевала в Москве три золотых медали. На её счету победы в спринте на 100 и 200 метров, а также первое место в составе сборной Ленинграда в эстафете 4×100 метров.
Ровесница Бочиной 19-летняя Наталья Лисовская впервые в карьере выиграла национальное первенство в толкании ядра. Для победы ей хватило результата 18,66 м — худшего для чемпионки страны в этом виде, начиная с 1968 года.
Василий Архипенко в пятый раз подряд стал сильнейшим бегуном в стране на дистанции 400 метров с барьерами. Он оказался единственным финалистом, «разменявшим» 50 секунд — 49,75.
Для 36-летней олимпийской чемпионки Фаины Мельник успех в Москве стал девятым и последним в карьере на национальных чемпионатах. Свою первую победу она одержала 11 годами ранее, в 1970 году.
Лучшие результаты в истории чемпионатов СССР показали прыгун с шестом Виктор Спасов (5,60 м) и метатель диска Юрий Думчев (65,08 м).
В течение 1981 года в различных городах были проведены также чемпионаты СССР в отдельных дисциплинах лёгкой атлетики:
- 22—23 февраля — зимний чемпионат СССР по метаниям (Сочи, Леселидзе)
- 1 марта — чемпионат СССР по кроссу (Кисловодск)
- 10 мая — чемпионат СССР по кроссу (Раубичи)
- 28 июня — чемпионат СССР по марафону (Москва)
- 24—26 июля — чемпионат СССР по спортивной ходьбе (Ленинград)
- 1—2 августа — чемпионат СССР по многоборьям (Ленинград)
- 6 сентября — чемпионат СССР по бегу на 5000 метров среди женщин (Подольск)

## Командное первенство
| Место | Команда        |
| ----- | -------------- |
| 1     | РСФСР          |
| 2     | Украинская ССР |
| 3     | Ленинград      |

## Призёры

### Мужчины
| Дисциплина             | Золото                                                                                  | Золото            | Серебро                                                                               | Серебро           | Бронза                                                                                      | Бронза            |
| ---------------------- | --------------------------------------------------------------------------------------- | ----------------- | ------------------------------------------------------------------------------------- | ----------------- | ------------------------------------------------------------------------------------------- | ----------------- |
| 100 м                  | Николай Сидоров Москва                                                                  | 10,45             | Виктор Фёдоров РСФСР Омск                                                             | 10,51             | Анатолий Литвинов РСФСР Липецк                                                              | 10,54             |
| 200 м                  | Иван Бабенко РСФСР Ростов-на-Дону                                                       | 21,11             | Юрий Науменко Ленинград                                                               | 21,19             | Анатолий Литвинов РСФСР Липецк                                                              | 21,24             |
| 400 м                  | Виктор Маркин РСФСР Новосибирск                                                         | 46,18             | Павел Рощин Украинская ССР Одесса                                                     | 46,27             | Вячеслав Доценко РСФСР Ростов-на-Дону                                                       | 46,48             |
| 800 м                  | Виктор Тарасов Ленинград                                                                | 1.48,95           | Владимир Малоземлин РСФСР Тольятти                                                    | 1.49,08           | Николай Широков РСФСР Магнитогорск                                                          | 1.49,29           |
| 800 м                  | Виктор Тарасов Ленинград                                                                | 1.48,95           | Владимир Малоземлин РСФСР Тольятти                                                    | 1.49,08           | Александр Костецкий РСФСР Улан-Удэ                                                          | 1.49,29           |
| 1500 м                 | Виталий Тищенко Украинская ССР Киев                                                     | 3.48,58           | Анатолий Калуцкий РСФСР Челябинск                                                     | 3.48,80           | Валерий Торопов Ленинград                                                                   | 3.48,87           |
| 5000 м                 | Дмитрий Дмитриев Ленинград                                                              | 13.24,23          | Александр Федоткин Белорусская ССР Брест                                              | 13.25,16          | Иван Парлуй РСФСР Смоленск                                                                  | 13.27,98          |
| 10 000 м               | Иван Парлуй РСФСР Смоленск                                                              | 28.20,40          | Ромуальдас Саусайтис Литовская ССР Вильнюс                                            | 28.26,31          | Владимир Шестеров Украинская ССР Киев                                                       | 28.27,38          |
| 3000 м с препятствиями | Александр Величко Украинская ССР Львов                                                  | 8.34,87           | Александр Воробей Белорусская ССР Гомель                                              | 8.35,68           | Борис Нестерук Молдавская ССР Кишинёв                                                       | 8.36,62           |
| 110 м с барьерами      | Юрий Черванёв Белорусская ССР Минск                                                     | 13,94             | Анатолий Титов Москва                                                                 | 14,01             | Вячеслав Устинов Москва                                                                     | 14,13             |
| 400 м с барьерами      | Василий Архипенко Украинская ССР Донецк                                                 | 49,75             | Александр Яцевич Ленинград                                                            | 50,18             | Владимир Киянов Москва                                                                      | 50,50             |
| Прыжок в высоту        | Александр Григорьев Белорусская ССР Минск                                               | 2,23 м            | Владимир Граненков Украинская ССР Киев РСФСР Великие Луки                             | 2,20 м            | Валерий Середа Азербайджанская ССР Баку                                                     | 2,20 м            |
| Прыжок с шестом        | Виктор Спасов Украинская ССР Киев                                                       | 5,60 м CR         | Владимир Поляков Москва                                                               | 5,50 м            | не вручалась                                                                                |                   |
| Прыжок с шестом        | Виктор Спасов Украинская ССР Киев                                                       | 5,60 м CR         | Александр Крупский РСФСР Иркутск                                                      | 5,50 м            | не вручалась                                                                                |                   |
| Прыжок в длину         | Виктор Бельский Белорусская ССР Минск                                                   | 7,96 м (+0,8 м/с) | Сергей Лапко Украинская ССР Донецк                                                    | 7,93 м (+1,1 м/с) | Оганес Степанян Армянская ССР Ленинакан                                                     | 7,88 м (−0,5 м/с) |
| Тройной прыжок         | Алексей Роганин Ленинград                                                               | 16,71 м           | Александр Лисичёнок Украинская ССР Киев                                               | 16,62 м           | Николай Мусиенко Украинская ССР Днепропетровск                                              | 16,61 м           |
| Толкание ядра          | Евгений Миронов Ленинград                                                               | 19,59 м           | Янис Боярс Латвийская ССР Стучка                                                      | 19,57 м           | Михаил Доморосов Белорусская ССР Могилёв                                                    | 19,56 м           |
| Метание диска          | Юрий Думчев Москва                                                                      | 65,08 м CR        | Георгий Колноотченко РСФСР Ставрополь                                                 | 62,04 м           | Дмитрий Ковцун Украинская ССР Киев                                                          | 61,96 м           |
| Метание молота         | Игорь Никулин Ленинград                                                                 | 76,60 м           | Павел Репин Ленинград                                                                 | 74,12 м           | Александр Козлов РСФСР Ставрополь                                                           | 74,10 м           |
| Метание копья          | Дайнис Кула Латвийская ССР Рига                                                         | 86,60 м           | Янис Зирнис Латвийская ССР Рига                                                       | 83,30 м           | Хейно Пуусте Эстонская ССР Таллин                                                           | 81,24 м           |
| Эстафета 4×100 м       | Москва Евгений Дубчак Николай Сидоров Александр Черкашин Андрей Шляпников               | 39,62             | РСФСР · Николай Феофилактов · Валентин Миронов · Иван Бабенко · Анатолий Литвинов     | 40,11             | Узбекская ССР · Юрис Тоне · Захир Хузяхмедов · Виктор Табаков · Пётр Воробьёв               | 40,52             |
| Эстафета 4×200 м       | Украинская ССР · Валерий Бодров · Сергей Голиус · Владимир Бронников · Александр Жердев | 1.23,98           | Белорусская ССР · Игорь Бурель · Виктор Хихол · Николай Лисица · Олег Шароваров       | 1.24,21           | Ленинград Владимир Шершень Александр Евгеньев Николай Юшманов Игорь Иванеев                 | 1.25,10           |
| Эстафета 4×400 м       | РСФСР · Виктор Маркин · Владимир Просин · Вячеслав Доценко · Павел Коновалов            | 3.06,67           | Украинская ССР · Виктор Бураков · Павел Рощин · Евгений Доценко · Валерий Сташук      | 3.06,76           | Москва Валерий Терёшкин Сергей Прищепо Михаил Дмитриев Николай Чернецкий                    | 3.08,44           |
| Эстафета 4×800 м       | Белорусская ССР · Владимир Подоляко · Сергей Блоцкий · Павел Трощило · Николай Киров    | 7.18,45           | РСФСР · Николай Широков · Алексей Алексеенко · Владимир Ковалёв · Александр Костецкий | 7.18,89           | Украинская ССР · Сергей Шаповалов · Александр Лысенко · Виталий Тищенко · Анатолий Решетняк | 7.18,96           |

### Женщины
| Дисциплина        | Золото                                                                           | Золото       | Серебро                                                                                      | Серебро  | Бронза                                                                                           | Бронза   |
| ----------------- | -------------------------------------------------------------------------------- | ------------ | -------------------------------------------------------------------------------------------- | -------- | ------------------------------------------------------------------------------------------------ | -------- |
| 100 м             | Наталья Бочина Ленинград                                                         | 11,27        | Ольга Золотарёва РСФСР Иркутск                                                               | 11,48    | Елена Малахова РСФСР Московская область                                                          | 11,53    |
| 200 м             | Наталья Бочина Ленинград                                                         | 22,90        | Елена Кельчевская Ленинград                                                                  | 23,50    | Ганна Гуркова Белорусская ССР Минск                                                              | 23,74    |
| 400 м             | Лариса Крылова РСФСР Омск                                                        | 51,64        | Татьяна Литвинова РСФСР Липецк                                                               | 51,95    | Ирина Баскакова Ленинград                                                                        | 52,70    |
| 800 м             | Людмила Веселкова Ленинград                                                      | 1.57,62      | Равиля Аглетдинова Белорусская ССР Минск                                                     | 1.58,65  | Мария Энкина РСФСР Брянск                                                                        | 1.59,05  |
| 1500 м            | Людмила Веселкова Ленинград                                                      | 4.02,96      | Замира Зайцева Узбекская ССР Андижан                                                         | 4.03,30  | Нина Япеева Ленинград                                                                            | 4.03,95  |
| 3000 м            | Нина Япеева Ленинград                                                            | 8.57,5       | Татьяна Сычёва РСФСР Пермь                                                                   | 8.58,1   | Елена Сипатова Москва                                                                            | 8.59,5   |
| 10 000 м          | Елена Сипатова Москва                                                            | 32.17,19 WR* | Елена Цухло БССР Минск                                                                       | 32.20,40 | Анна Оюн РСФСР Свердловск                                                                        | 32.36,00 |
| 100 м с барьерами | Мария Мерчук Молдавская ССР Кишинёв Украинская ССР Донецк                        | 13,09        | Наталья Петрова Москва                                                                       | 13,26    | Елена Бисерова Ленинград                                                                         | 13,35    |
| 100 м с барьерами | Мария Мерчук Молдавская ССР Кишинёв Украинская ССР Донецк                        | 13,09        | Наталья Петрова Москва                                                                       | 13,26    | Татьяна Малюванец Украинская ССР Ворошиловград                                                   | 13,35    |
| 400 м с барьерами | Наталья Цирук Украинская ССР Киев                                                | 55,49        | Татьяна Зубова Украинская ССР Киев                                                           | 55,58    | Анна Кастецкая Литовская ССР Вильнюс                                                             | 56,13    |
| Прыжок в высоту   | Валентина Палуйко Белорусская ССР Минск                                          | 1,91 м       | Ольга Бондаренко Украинская ССР Ворошиловград                                                | 1,88 м   | Тамара Быкова РСФСР Ростов-на-Дону                                                               | 1,85 м   |
| Прыжок в длину    | Маргарита Буткене Литовская ССР Каунас                                           | 6,66 м       | Ольга Ануфриева РСФСР Горький                                                                | 6,64 м   | Татьяна Скачко Украинская ССР Ворошиловград                                                      | 6,61 м   |
| Толкание ядра     | Наталья Лисовская Москва Узбекская ССР Ташкент                                   | 18,66 м      | Светлана Крачевская Москва                                                                   | 18,62 м  | Тамара Посметюх Украинская ССР Киев                                                              | 18,05 м  |
| Метание диска     | Фаина Мельник Москва                                                             | 64,80 м      | Галина Савинкова РСФСР Краснодар                                                             | 63,96 м  | Валентина Харченко РСФСР Краснодар                                                               | 60,10 м  |
| Метание копья     | Сандра Лейшкалне Латвийская ССР Рига                                             | 62,24 м      | Галина Исаева РСФСР Владивосток                                                              | 60,78 м  | Нина Никанорова Ленинград                                                                        | 59,36 м  |
| Эстафета 4×100 м  | Ленинград Татьяна Белкина Татьяна Анисимова Елена Кельчевская Наталья Бочина     | 44,45        | РСФСР · Ольга Золотарёва · Ольга Насонова · Елена Малахова · Галина Михеева                  | 44,47    | Москва Лариса Шлыкова Алла Серёгина Вера Грачёва Евгения Логинова                                | 45,65    |
| Эстафета 4×200 м  | Ленинград Татьяна Поникаровских Елена Бисерова Татьяна Анисимова Ирина Баскакова | 1.34,16      | РСФСР · Галина Михеева · Ольга Насонова · Марина Романова · Вера Акчурина                    | 1.34,32  | Украинская ССР · Ирина Ольховникова · Елена Долгополова · Раиса Махова · Виктория Рождественская | 1.36,79  |
| Эстафета 4×400 м  | РСФСР · Лариса Крылова · Людмила Чернова · Вера Смелова · Надежда Сударева       | 3.30,52      | Ленинград Елена Гаврилова Надежда Тарабрина Людмила Веселкова Ирина Баскакова                | 3.30,66  | Москва Алла Ерёмина Людмила Белова Ирина Назарова Вера Грачёва                                   | 3.34,67  |
| Эстафета 4×800 м  | РСФСР · Любовь Гурина · Елена Жемчугова · Татьяна Мишкель · Мария Энкина         | 8.06,50      | Белорусская ССР · Валентина Пархута · Ольга Савошко · Татьяна Змитрович · Равиля Аглетдинова | 8.19,93  | Узбекская ССР · Любовь Кирюхина · Татьяна Александрова · Наталья Данилова · Замира Зайцева       | 8.20,92  |

## Зимний чемпионат СССР по метаниям
Зимний чемпионат СССР по метаниям состоялся 22—23 февраля в российском городе Сочи и грузинском посёлке Леселидзе. Турнир впервые в истории прошёл в статусе национального чемпионата: в предыдущие годы он проводился под названием Всесоюзные соревнования по метаниям.

### Мужчины
| Дисциплина     | Золото                               | Золото  | Серебро                         | Серебро | Бронза                                          | Бронза  |
| -------------- | ------------------------------------ | ------- | ------------------------------- | ------- | ----------------------------------------------- | ------- |
| Метание диска  | Дмитрий Ковцун Вооружённые Силы Киев | 64,10 м | Юрий Думчев Труд Москва         | 63,70 м | Георгий Колноотченко Динамо Ставрополь          | 62,64 м |
| Метание молота | Юри Тамм Вооружённые Силы Киев       | 74,58 м | Александр Бунеев Труд Волгоград | 73,48 м | Сергей Литвинов Вооружённые Силы Ростов-на-Дону | 72,14 м |
| Метание копья  | Василий Ершов Авангард Запорожье     | 83,84 м | Дайнис Кула Даугава Рига        | 82,94 м | Александр Макаров Динамо Московская область     | 81,98 м |

### Женщины
| Дисциплина    | Золото                                   | Золото  | Серебро                                   | Серебро | Бронза                                 | Бронза  |
| ------------- | ---------------------------------------- | ------- | ----------------------------------------- | ------- | -------------------------------------- | ------- |
| Метание диска | Валентина Харченко Буревестник Краснодар | 65,36 м | Татьяна Лесовая Трудовые резервы Алма-Ата | 63,40 м | Скайдрите Байкова Варпа Стучка         | 63,28 м |
| Метание копья | Татьяна Жигалова Динамо Рига             | 59,60 м | Наталья Грачёва Динамо Горький            | 58,60 м | Сандра Лейшкалне Трудовые резервы Рига | 57,42 м |

## Чемпионат СССР по кроссу
Чемпионат СССР по кроссу 1981 года прошёл 1 марта в Кисловодске, (РСФСР). Помимо взрослых спортсменов своё первенство разыграли юниоры и юниорки (18—19 лет).

### Результаты

#### Личный зачёт
| Место | Спортсмен                                         | Результат |
| ----- | ------------------------------------------------- | --------- |
| 1     | Валерий Абрамов Динамо Московская область         | 23.05,4   |
| 2     | Владимир Анисимов Труд Ленинград                  | 23.06,3   |
| 3     | Станислав Дугин Буревестник Сумы                  | 23.09,6   |
| 4     | Виктор Чумаков Динамо Брест                       | 23.10,0   |
| 5     | Виктор Недыбалюк Вооружённые Силы Винница         | 23.11,0   |
| 6     | Владимир Поповский Вооружённые Силы Минск         | 23.12,0   |
| 7     | Ромуальдас Саусайтис Сборная сельских ДСО Вильнюс | 23.14,0   |
| 8     | Равиль Кашапов Буревестник Казань                 | 23.15,0   |
| 9     | Сергей Злобин Спартак Южно-Сахалинск              | 23.15,0   |
| 10    | Виктор Долгополов Вооружённые Силы Новосибирск    | 23.15,0   |
| …     |                                                   |           |

| Место | Спортсменка                                 | Результат |
| ----- | ------------------------------------------- | --------- |
| 1     | Любовь Скрипкина Буревестник Челябинск      | 9.26,8    |
| 2     | Раиса Садрейдинова Динамо Ульяновск         | 9.29,4    |
| 3     | Галина Захарова Труд Челябинск              | 9.33,4    |
| 4     | Клавдия Михайлова Динамо Рига               | 9.41.0    |
| 5     | 3амира Зайцева Спартак Андижан              | 9.46,0    |
| 6     | Марина Беляева Динамо Горький               | 9.53,0    |
| 7     | Евгения Ситникова Вооружённые Силы Улан-Удэ | 10.01,0   |
| 8     | Анна Педан Локомотив Херсон                 | 10.02,0   |
| 9     | Гульбира Нуртдинова Труд Челябинск          | 10.03,01  |
| 10    | Н. Кортикова Сборная сельских ДСО Саранск   | 10.04,0   |
| …     |                                             |           |

| Место | Спортсмен                                | Результат |
| ----- | ---------------------------------------- | --------- |
| 1     | Валерий Криулин Трудовые резервы Уфа     | 41.48,0   |
| 2     | Виктор Ерохин Алга Фрунзе                | 41.53,4   |
| 3     | Евгений Окороков Буревестник Томск       | 41.55,0   |
| 4     | Вадим Сидоров Горький                    | 41.55,2   |
| 5     | Валерий Соловей Динамо Киев              | 41.56,0   |
| 6     | Н. Драчев Динамо Воронеж                 | 41.57,0   |
| 6     | Геннадий Булычев Спартак Димитровград    | 41.58,0   |
| 8     | Леонид Мосеев Динамо Челябинск           | 41.59,0   |
| 9     | Анатолий Арюков Буревестник Горький      | 42.00,0   |
| 10    | Валерий Сапон Вооружённые Силы Ленинград | 42.01,0.  |
| …     |                                          |           |

| Место | Спортсменка                                  | Результат |
| ----- | -------------------------------------------- | --------- |
| 1     | Елена Сипатова-Чернышёва Труд Москва         | 16.01,0   |
| 2     | Светлана Ульмасова Вооружённые Силы Андижан  | 16.04,2   |
| 3     | Татьяна Сычёва Труд Пермь                    | 16.06,8   |
| 4     | Татьяна Позднякова Вооружённые Силы Улан-Удэ | 16.16,0   |
| 5     | Елена Цухло БССР                             | 16.20,0   |
| 6     | Ольга Кренцер Динамо Волгоград               | 16.24,0   |
| 7     | Ирина Бондарчук Буревестник Ленинград        | 16.26,0   |
| 8     | Татьяна Орлова Труд Москва                   | 16.30,0   |
| 9     | Раиса Смехнова КЗ Минск                      | 16.35,0   |
| 10    | Ольга Ильина Спартак Чебоксары               | 16.58,0.  |
| …     |                                              |           |

#### Командный зачёт
| Место | Команда          | Очки |
| ----- | ---------------- | ---- |
| 1     | Вооруженные Силы | 18   |
| 2     | «Динамо»         | 21   |
| 3     | «Труд»           | 23   |
| 4     | «Спартак»        | 27   |
| 5     | «Буревестник»    | 28   |
| 6     | «Зенит»          | 28   |

## Чемпионат СССР по кроссу
10 мая 1981 года в финале XX Всесоюзного кросса на призы газеты «Правда» были разыграны медали чемпионата СССР на дистанциях 12 км у мужчин и 2 км у женщин. Соревнования прошли в спорткомплексе «Раубичи» под Минском.

### Результаты

#### Личный зачёт
| Место | Спортсмен                        | Результат |
| ----- | -------------------------------- | --------- |
| 1     | Виктор Балашов УССР Хмельницкий  | 37.08,8   |
| 2     | Николай Радостев Москва          | 37.12,6   |
| 3     | Николай Вакар УССР Львов         | 37.13,8   |
| 4     | Валерий Сапон Ленинград          | 37.23,5   |
| 5     | Александр Кузнецов Казахская ССР | 37.27,4   |
| 6     | Евгений Окороков РСФСР           | 37.29,2   |
| 7     | Тоомас Турб Эстонская ССР        | 37.36,0   |
| 8     | Р. Тракимас Литовская ССР        | 37.45,0   |
| 9     | Сергей Руденко Киргизская ССР    | 37.47,8   |
| 10    | Михаил Кривонос УССР             | 38.00,0   |
| 11    | Леонид Мосеев РСФСР              | 38.02,0   |
| 12    | Владимир Меркушин БССР           | 38.04,0.  |
| …     |                                  |           |

| Место | Спортсменка                         | Результат |
| ----- | ----------------------------------- | --------- |
| 1     | Гульбира Нуртдинова РСФСР Челябинск | 5.53,6    |
| 2     | Тамара Сорокина РСФСР Челябинск     | 5.56,8    |
| 3     | Людмила Веселкова Ленинград         | 5.58,6    |
| 4     | Любовь Смолка УССР                  | 6.03,3    |
| 5     | Равиля Аглетдинова БССР             | 6.03,7;   |
| 6     | Раиса Смехнова БССР                 | 6.05,1    |
| 7     | Татьяна Сычёва РСФСР                | 6.05,5    |
| 8     | Татьяна Веремьева УССР              | 6.06,0    |
| 9     | Наталья Боборова Ленинград          | 6.07,0    |
| 10    | Раиса Садрейдинова РСФСР            | 6.08,0    |
| 11    | Лидия Володина Москва               | 6.09,0    |
| 12    | Валентина Ильиных РСФСР             | 6.10,0    |
| …     |                                     |           |

## Чемпионат СССР по марафону
Чемпионат СССР по марафону состоялся 28 июня 1981 года на олимпийской трассе в Москве. Соревнования прошли при тяжёлых погодных условиях: температура воздуха во время забегов достигала 36 градусов тепла. Впервые в истории национальный титул в марафонском беге разыгрывали женщины. Первой чемпионкой СССР стала Зоя Иванова из Алма-Аты. Среди мужчин бронзовый призёр марафона на Олимпийских играх 1980 года Сатымкул Джуманазаров занял только второе место, уступив победителю Анатолию Арюкову чуть более 20 секунд.

### Результаты

#### Личный зачёт
| Место | Спортсмен                                   | Результат |
| ----- | ------------------------------------------- | --------- |
| 1     | Анатолий Арюков РСФСР Горький               | 2:20.06,8 |
| 2     | Сатымкул Джуманазаров Киргизская ССР Фрунзе | 2:20.27,0 |
| 3     | Юрий Плешков РСФСР Иваново                  | 2:20.37,0 |
| …     |                                             |           |

| Место | Спортсменка                           | Результат |
| ----- | ------------------------------------- | --------- |
| 1     | Зоя Иванова Казахская ССР Алма-Ата    | 2:42.17,0 |
| 2     | Любовь Путилова Киргизская ССР Фрунзе | 2:45.41,0 |
| 3     | Галина Захарова РСФСР Челябинск       | 2:46.48,0 |
| …     |                                       |           |

#### Командный зачёт
| Место | Команда         | Очки |
| ----- | --------------- | ---- |
| 1     | РСФСР           | 83   |
| 2     | Узбекская ССР   | 83   |
| 3     | Казахская ССР   | 146  |
| 4     | Ленинград       | 180  |
| 5     | Москва          | 340  |
| 6     | Белорусская ССР | 340  |

## Чемпионат СССР по спортивной ходьбе
Чемпионат СССР по спортивной ходьбе состоялся 24—26 июля в Ленинграде на стадионе имени В. И. Ленина в рамках XXIV Мемориала братьев Знаменских. Впервые в истории в национальном первенстве участвовали женщины: они определяли чемпионку на дистанции 5000 метров. Лучшей в заходе, проведённом по дорожке стадиона, стала Александра Деверинская, установившая один из первых мировых рекордов в женской ходьбе — 22.50,00.

### Мужчины
| Дисциплина      | Золото                            | Золото  | Серебро                                     | Серебро | Бронза                                | Бронза  |
| --------------- | --------------------------------- | ------- | ------------------------------------------- | ------- | ------------------------------------- | ------- |
| Ходьба на 20 км | Анатолий Соломин Зенит Киев       | 1:24.29 | Евгений Евсюков Вооружённые Силы Сочи       | 1:24.31 | Вадим Цветков Зенит Владимир          | 1:24.48 |
| Ходьба на 50 км | Виктор Гродовчук Спартак Черкассы | 3:53.03 | Виктор Доровских Вооружённые Силы Ленинград | 3:55.14 | Вячеслав Фурсов Буревестник Ленинград | 3:56.36 |

### Женщины
| Дисциплина       | Золото                                       | Золото   | Серебро                                  | Серебро  | Бронза                           | Бронза   |
| ---------------- | -------------------------------------------- | -------- | ---------------------------------------- | -------- | -------------------------------- | -------- |
| Ходьба на 5000 м | Александра Деверинская Буревестник Чебоксары | 22.50,00 | Наталья Шарыпова Буревестник Новосибирск | 22.59,27 | Ольга Чугунова Спартак Чебоксары | 23.03,02 |

## Чемпионат СССР по многоборьям
Чемпионы страны в многоборьях определились 1—2 августа в Ленинграде на стадионе имени В. И. Ленина. C 1981 года расширилась программа женского многоборья. Прежде легкоатлетки соревновались в пятиборье, теперь же официальной дисциплиной стало семиборье. К бегу на 100 метров с барьерами, прыжкам в высоту и длину, толканию ядра и бегу на 800 метров добавились бег на 200 метров и метание копья, а соревнования стали проводиться в два дня. Как результат, на первом чемпионате страны в семиборье дважды был улучшен рекорд СССР. Сначала его обновила Ольга Яковлева (6216 очков), а спустя несколько минут финишировал следующий забег на 800 метров, по итогам которого всесоюзное достижение перешло к Екатерине Гордиенко (6320 очков).
Одновременно с чемпионатом СССР проходил легкоатлетический матч многоборцев СССР — США. Уверенную победу в нём одержала команда Советского Союза.

### Мужчины
| Дисциплина   | Золото                                | Золото            | Серебро                           | Серебро           | Бронза                    | Бронза            |
| ------------ | ------------------------------------- | ----------------- | --------------------------------- | ----------------- | ------------------------- | ----------------- |
| Десятиборье* | Александр Невский Украинская ССР Киев | 8170 очков (8133) | Виктор Грузенкин РСФСР Красноярск | 8077 очков (8082) | Константин Ахапкин Москва | 8057 очков (8029) |

### Женщины
| Дисциплина | Золото                                        | Золото            | Серебро                  | Серебро           | Бронза                      | Бронза            |
| ---------- | --------------------------------------------- | ----------------- | ------------------------ | ----------------- | --------------------------- | ----------------- |
| Семиборье* | Екатерина Гордиенко Украинская ССР Кривой Рог | 6320 очков (6295) | Ольга Яковлева Ленинград | 6216 очков (6163) | Наталья Коротаева Ленинград | 6088 очков (5998) |

* Для определения победителя в соревнованиях многоборцев использовалась старая система начисления очков. Пересчёт с использованием современных таблиц перевода результатов в баллы приведён в скобках.

## Чемпионат СССР по бегу на 5000 метров среди женщин
Чемпионат страны в беге на 5000 метров среди женщин прошёл 6 сентября в Подольске на стадионе олимпийской базы в рамках Мемориала Владимира Куца. Елена Сипатова установила высшее мировое достижение на этой редко проводившейся в то время дистанции среди женщин — 15.24,6.

### Женщины
| Дисциплина | Золото                | Золото      | Серебро                           | Серебро | Бронза                | Бронза  |
| ---------- | --------------------- | ----------- | --------------------------------- | ------- | --------------------- | ------- |
| 5000 м     | Елена Сипатова Москва | 15.24,6 WR* | Елена Цухло Белорусская ССР Минск | 15.56,3 | Татьяна Орлова Москва | 16.24,4 |